# 秋山仁のそれいけ算数!
『秋山仁のそれいけ算数!』（あきやまじんのそれいけさんすう）は、1999年7月26日から同年8月6日までNHK教育テレビジョンで放送されたテレビ番組。

## 概要
1999年度の『夏のテレビクラブ』で放送された小学生向けの算数教育番組。工作や模型を通して、算数を「遊びつつ学ぶ」。

## 放送時間
- 月曜日 - 金曜日 11:00 - 11:15

## 出演者
- 秋山仁

## 放送リスト
| 回 | タイトル                       | 放送日        |
| -- | ------------------------------ | ------------- |
| 1  | チョコ・ケーキの三等分のしかた | 1999年7月26日 |
| 2  | 古代エジプト人のパンの分け方   | 1999年7月27日 |
| 3  | 名人は1か所しか切らない        | 1999年7月28日 |
| 4  | 不思議?当然?おもしろ楽器       | 1999年7月29日 |
| 5  | 設計しよう、変身テーブル       | 1999年7月30日 |
| 6  | 円をうめつくす驚きアイデア     | 1999年8月2日  |
| 7  | ゆがんだ車輪の自転車で         | 1999年8月3日  |
| 8  | 鏡の中の美しい世界             | 1999年8月4日  |
| 9  | 墓標に刻まれたなぞの絵         | 1999年8月5日  |
| 10 | ホースを使っておもしろ実験     | 1999年8月6日  |